# Jules-Marie-Antoine-Joseph Botreau-Roussel
Jules-Marie-Antoine-Joseph Botreau-Roussel, francoski general, * 1884, † 1967.